# Bahnhof Friedberg (Steiermark)

Der Bahnhof Friedberg ist ein Eisenbahnknotenpunkt und Bahnhof der steirischen Stadt Friedberg. Hier treffen Wechselbahn, Thermenbahn und Pinkatalbahn zusammen. Er ist mit vier Bahnsteiggleisen, einem historischen Empfangsgebäude, einem Güterschuppen, der nicht mehr in Verwendung ist, und einem Lokomotivschuppen ausgestattet.

## Geschichte
Friedberg wurde am 15. Oktober 1905 durch die Lokalbahn Hartberg–Friedberg erschlossen, die ihrerseits die Fortsetzung der früher eröffneten Bahnabschnitte Fehring–Fürstenfeld (1885) und Fürstenfeld–Hartberg (1891) war. 1910 folgte die Fortsetzung über den Wechsel nach Aspang, womit eine durchgehende Verbindung von Graz über Gleisdorf und Fehring und die 1881 fertiggestellte Aspangbahn nach Wien hergestellt wurde.
Durch die Pariser Friedensverträge fiel das nahe gelegene, bislang zu Ungarn gehörende Burgenland an Österreich und verlangte dementsprechend nach neuen Verbindungen, die den geänderten politischen Verhältnissen entsprachen. Mit dem Bau eines 15,6 Kilometer langen Astes der Wechselbahn von Friedberg nach Altpinkafeld wurde 1925 der Anschluss an die seit 1888 bestehende Pinkatalbahn über Oberwart nach Szombathely (Steinamanger) hergestellt. In diesem Zusammenhang wurde der Bahnhof Friedberg erweitert und für die Wartung der Lokomotiven eine einfache Bekohlungsanlage eingerichtet. Der Verkehr über die neue Grenze nach Ungarn wurde zur Zeit des Kommunismus 1953 eingestellt.
Mit 1. August 2011 stellten die ÖBB auf dem verbliebenen Reststück der Pinkatalbahn nach Oberwart den Personenverkehr ein. Seitdem verkehrt auf der Pinkatalbahn nur mehr ein Güterzugpaar an Werktagen außer Samstag.
Bei der Modernisierung des Bahnhofes wurde Gleis eins und drei entfernt, der Mittelbahnsteig Gleis zwei und drei wurde erhöht und verbreitert. Er liegt jetzt zwischen Gleis zwei und vier. Somit verfügt Friedberg nur noch über zwei Bahnsteige. Die kleine, zweistündige Remise wurde abgerissen.

## Betrieb
Der Bahnhof Friedberg wird von folgenden Zugverbindungen bedient (Haltestellen auszugsweise dargestellt):
| Linie | Strecke | Taktfrequenz |
| REX R | Graz Hbf – Gleisdorf – Feldbach – Fehring – Fürstenfeld – Hartberg – Dechantskirchen – FRIEDBERG – Pinggau Markt – Aspang Markt – Pitten – Bad Erlach – Wr. Neustadt Hbf – Wien Meidling – Wien Hbf | '120         |

Am Morgen gibt es gibt an Werktagen drei Züge, die nach Wien Meidling oder Wien Hauptbahnhof durchgebunden werden. Dazu gibt es bis Wiener Neustadt einen annähernden 30-Minuten-Takt.
Ab 8:00 springt das Taktmuster in einen 120-Minuten-Takt, jeweils mit Abfahrt zur Minute '02 in beide Richtungen.